# Derrick: Ein Koffer aus Salzburg
Ein Koffer aus Salzburg ist der Titel der zwölften Episode der Krimiserie Derrick mit Horst Tappert in der Titelrolle und Fritz Wepper als Inspektor Harry Klein.

## Handlung
In einem Abstellbereich des Hauptbahnhofs in München entfernt der Drogenschmuggler Gustav Scharwedder einen am Unterboden eines Personenwaggons befestigten Koffer, der zuvor in Österreich dort platziert worden war. Dabei wird er von der Reinigungskraft Kläre Hinz erwischt, die noch einmal in den Zug zurückkehrt, da sie ihre Tasche darin vergessen hat. Scharwedder erschießt sie und flüchtet. Bahnmitarbeiter informieren die Polizei, die daraufhin im unmittelbaren Umkreis nach dem Täter sucht. Von einer Kneipe aus bittet dieser einen Komplizen telefonisch um Abholung in einem Hinterhof. Dieser nimmt allerdings lediglich den Koffer an sich und lässt Scharwedder zurück, der sich daraufhin im Sanitärbereich der Kneipe versteckt. Als die Polizei eintrifft, schießt er durch die geschlossene Tür und flüchtet durch das Fenster. Seine Jacke mit Geld und Autoschlüssel lässt er zurück. Die Beamten suchen nach dem Wagen, von dem anhand des Schlüssels lediglich das Fabrikat bekannt ist. Sie finden diesen schließlich und erfahren dadurch Name und Anschrift des Täters.
Derrick informiert die Angehörigen der Toten. Der Sohn Richard bekommt zufällig den Namen des Verdächtigen mit und beschließt, selbst Initiative zu ergreifen, was sein Vater Karl Hinz zu verhindern sucht. Derrick möchte den Täter aus taktischen Gründen zunächst nicht festnehmen, da Beweise fehlen und Hintergründe unklar sind. Scharwedder und sein Umfeld werden lediglich beobachtet. Die Kommissare lassen sich derweil von Experten über aktuelle Methoden des Rauschgiftschmuggels informieren. Im Schwabylon kann Harry Klein knapp verhindern, dass der mit der gewählten Ermittlungstaktik nicht einverstandene Richard Hinz mit Gustav Scharwedder zusammentrifft, um ihn zur Rede zu stellen. Beamte beobachten, dass Scharwedders Partnerin einen gewissen Alexander Korschow aufsucht. Anschließend trifft sie sich in der Nähe des Stachus mit Karl Hinz. Dies erfährt auch dessen Sohn, der darüber verwundert ist. Darauf angesprochen gibt der arbeitslose Karl Hinz schließlich zu, gegen Geld Informationen hinsichtlich der nächtlichen Zugankünfte aus Salzburg an Scharwedder weitergereicht zu haben.
Kriminalbeamte begleiten Scharwedder unerkannt per Zug nach Salzburg und treffen sich dort mit Kollegen. Sie planen, ihn auf frischer Tat bei einem erneuten Schmuggelversuch zu verhaften, der allerdings, wie sich herausstellt, erst rund vier Wochen später stattfindet. Da die Schmuggler infolge des zurückliegenden Tötungsdeliktes befürchten, am Münchner Hauptbahnhof inzwischen beobachtet zu werden, beschließen sie, den magnetisch befestigten Koffer mit den Drogen diesmal auf freier Strecke mithilfe einer Fernbedienung vom Zug abzulösen. Die Polizei ermittelt den Ort, an dem Scharwedder, seine Freundin sowie der Koordinator der Aktion, Alexander Korschow, die Drogen übernehmen und können die Beteiligten dort festnehmen.

## Hintergrund
Der Täter ist dem Zuschauer von Anfang an bekannt. Dieses Prinzip der invertierten Detektivgeschichte war während der ersten Staffel der Serie üblich. Derrick und Klein erscheinen allerdings bereits nach rund vier Minuten erstmals, was für die ersten Episoden ein ungewöhnlich früher Zeitpunkt ist.
Ein Teil der Handlung ereignet sich in der Umgebung sowie im Inneren des Münchner Einkaufszentrums Schwabylon, welches nur wenige Jahre in Betrieb war.
Es handelt sich um die erste Episode der Serie, die zum Teil außerhalb Deutschlands spielt, und zwar im österreichischen Salzburg. Hier treffen die Ermittler mit dem von Kurt Jaggberg dargestellten Bezirksinspektor Wirz zusammen, der aus zeitgenössischen Tatort-Folgen bekannt ist.